# Martin Adámek
Martin Adámek (* 29. září 1996 Partizánske) je slovenský klarinetista. Vedle koncertního repertoáru klasicismu a romantismu se zaměřuje na současnou hudbu.
Narodil se v roce 1996. O hudbu se zajímal od svých 6 let, od devíti začal hrát na klarinet. Docházel na Základní uměleckou školu v Malackách k Petrovi Bartoníkovi. V letech 2010–2015 studoval Konzervatoř v Bratislavě u Mgr. art. Petra Drličku. Od roku 2014 také začal studovat v klarinetové třídě Víta Spilky, Milana Poláka a Milana Řeřichy na Hudební fakulty Janáčkova akademie múzických umění v Brně.
Absolvoval mistrovské kurzy u Philippa Berroda, Alexandra Stepanova, Jana Jakuba Bokuna, Igora Armaniho a Aljaže Beguše. Vystupoval s EUYO, klavíristkou Mgr. art. Zuzanou Biščákovou ArtD. či Cluster Ensemble.
V letech 2012 a 2014 zvítězil v Soutěži studentů Slovenských konzervatoří. V průběhu roku 2013 vyhrál také ve dvou italských mezinárodních soutěžích: v květnu Concorso ANEMOS v Římě a v listopadu Clarinetto Concorso Carlino. V září 2014 také vyhrál Mezinárodní soutěž Leoše Janáčka v Brně v oboru klarinet v kategorii do 35 let.
V polovině června 2016 vyhrál konkurz do pařížského souboru Ensemble intercontemporain, který sdružuje 31 sólistů a věnuje se interpretaci současné hudby 20. a 21. století.